# Fenotiazine
Le fenotiazine sono un gruppo di composti organici aventi sia proprietà antipsicotiche sia antistaminiche. I composti sono tutti caratterizzati dalla formula S(C6H4)2NH. Si tratta di composti triciclici, di colore giallo, in genere solubili in acido acetico, benzene ed etere.
Questi composti sono correlati alla classe dei composti eterociclici delle tiazine. Molti derivati del composto originario vengono utilizzati come farmaci e appartengono alla classe dei neurolettici (definiti anche tranquillanti maggiori o antipsicotici), e più precisamente appartenenti alla classe chimica dei triciclici 6-6-6. Sono tipici antagonisti dei recettori dopaminergici di tipo 2. Il capostipite degli antipsicotici fenotiazinici è la clorpromazina.
Rispetto ad altri neurolettici, ad esempio i butirrofenoni, le fenotiazine presentano un minor blocco dopaminergico. Ciò comporta una loro minore efficacia clinica anti allucinatoria ed anti delirante, ma nel contempo comporta una minore induzione di effetti collaterali di tipo extrapiramidale, sia per minore potenza di blocco dei recettori D2 post-sinaptici, sia per un'azione anticolinergica intrinseca.

## Chimica

### Sintesi
Il composto è stato originariamente preparato da Bernthsen nel 1883 tramite la reazione di difenilammina con zolfo. Più recentemente i processi di sintesi si basano su reazioni di ciclizzazione di 2-sostituti della difenilsulfide.

### Struttura molecolare
Dal punto di vista chimico presentano un nucleo fenotiazinico comune, formato da tre anelli, e differiscono tra loro per le diverse catene laterali, che possono essere alifatiche, piperaziniche o piperidiniche, che si legano all'atomo di azoto presente sull'anello centrale.

## Indicazioni
Composti a struttura fenotiazinica sono presenti in diversi farmaci neurolettici, ad esempio nella clorpromazina, ed in alcuni farmaci antistaminici, ad esempio la prometazina.
Il termine "fenotiazine" descrive la più grande delle classi principali di farmaci neurolettici ad attività antipsicotica. In questa classe troviamo sostanze dotate sia di proprietà antipsicotiche, sia di proprietà antiemetiche, pertanto utilizzate nel trattamento della nausea e del vomito.

## Effetti collaterali
La classe dei composti fenotiazinici è gravata anche da importanti effetti collaterali ed indesiderati, fra tutti i disturbi extrapiramidali (secondari ad un effetto antidopaminergico del farmaco): ad esempio l'acatisia, la discinesia tardiva, il tremore. Altri disturbi possibili comprendono l'iperprolattinemia, la tendenza all'aumento di peso ed infine la sindrome neurolettica maligna, una complicanza rara ma potenzialmente fatale.

## Classificazione
Le fenotiazine sono classificate in tre gruppi che differiscono rispetto al sostituente sull'azoto: 
- Composti alifatici (aventi gruppi aciclici): gruppo della clorpromazina (include sostanze con una catena laterale aperta in R2).
  - Levomepromazina
  - Clorpromazina
  - Prometazina
  - Promazina

Tutte queste sostanze presentano un effetto antipsicotico relativamente debole.
- Piperazine (aventi gruppi derivati dalla piperazina): gruppo della perfenazina (include sostanze con catena laterale piperazinilalchil in R2).
  - Proclorperazina
  - Perfenazina
  - Perazina

- Piperidine (aventi gruppi derivati dalla piperidina): gruppo della pecazina (include sostanze con catena laterale piperidinilalchil in R2).
  - Mesoridazina
  - Tioridazina

L'effetto antipsicotico, rispetto alle sostanze del gruppo della clorpromazina, è decisamente più marcato.